# Pileotrichius austerus
Pileotrichius austerus är en skalbaggsart som beskrevs av Thierry Bourgoin 1921. Pileotrichius austerus ingår i släktet Pileotrichius och familjen Cetoniidae. Inga underarter finns listade i Catalogue of Life.